# Insanity (Masami Okui)
Insanity è un brano musicale di Masami Okui pubblicato come singolo il 21 novembre 2007 dalla Lantis. Il singolo è arrivato alla cinquantasettesima posizione nella classifica settimanale Oricon. Il brano è stato utilizzato nella colonna sonora del videogioco Muv-Luv Alternative Total Eclipse AVN.

## Tracce
CD singolo LACM-4439
1. INSANITY
2. TOTAL ECLIPSE
3. INSANITY (off vocal)
4. TOTAL ECLIPSE (off vocal)

Durata totale: 16:49

## Classifiche
| Classifica (2007)                        | Posizione più alta |
| ---------------------------------------- | ------------------ |
| Giappone (Classifica settimanale Oricon) | 57                 |